# 임샛별
임샛별(1987년 10월 9일 ~ )은 대한민국의 여자 현대 무용가이다.

## 학력
- 서울예술고등학교 무용과 (졸업)
- 한국예술종합학교 무용원 실기과 예술사 (졸업)
- 한국예술종합학교 대학원 실기과 (졸업)
- 이화여자대학교 교육대학원 체육교육 (졸업)

## 출연작

### 공연
- 2016년 예술의전당 《제6회 대한민국 발레 축제 - 해외안무가 초청공연 - 허용순》
- 2016년《21th MASDANZA - The International Contemporary Dance Festival of the Canary Islands - HELLO 안무 및 출연》
- 2018년 평창올림픽스타디움 《2018 평창동계올림픽 폐막식 - 시간의 축》
- 2020년 예술의전당 《국립현대무용단 스텝업 - HELLO,THERE 안무 및 출연》
- 2020년《2020 HOLLAND DANCE FESTIVAL - BOW - 전미숙》